# Satai
Satai là một thị xã và là một nagar panchayat của quận Chhatarpur thuộc bang Madhya Pradesh, Ấn Độ.

## Nhân khẩu
Theo điều tra dân số năm 2001 của Ấn Độ, Satai có dân số 8293 người. Phái nam chiếm 53% tổng số dân và phái nữ chiếm 47%. Satai có tỷ lệ 40% biết đọc biết viết, thấp hơn tỷ lệ trung bình toàn quốc là 59,5%: tỷ lệ cho phái nam là 52%, và tỷ lệ cho phái nữ là 27%. Tại Satai, 21% dân số nhỏ hơn 6 tuổi.